# Mental Ray

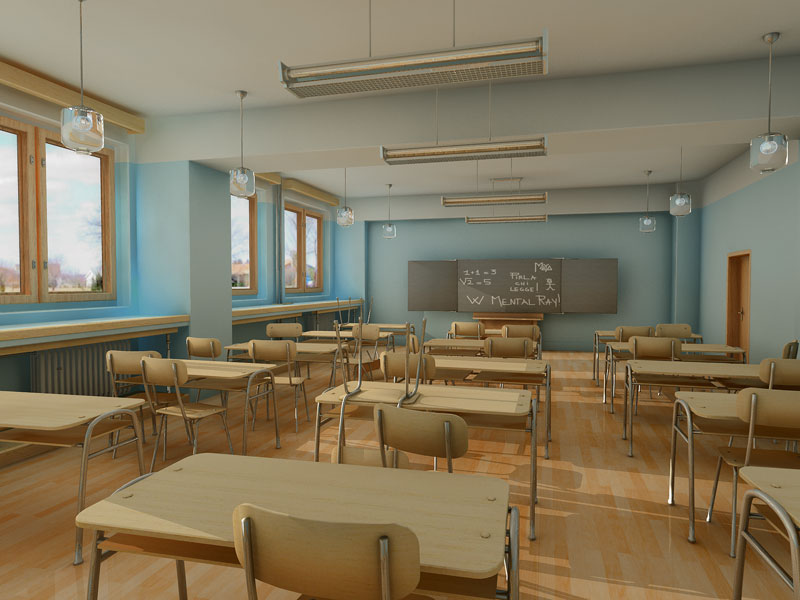
Realistisch wirkender Innenraum generiert mit Mental Ray und Autodesk Maya

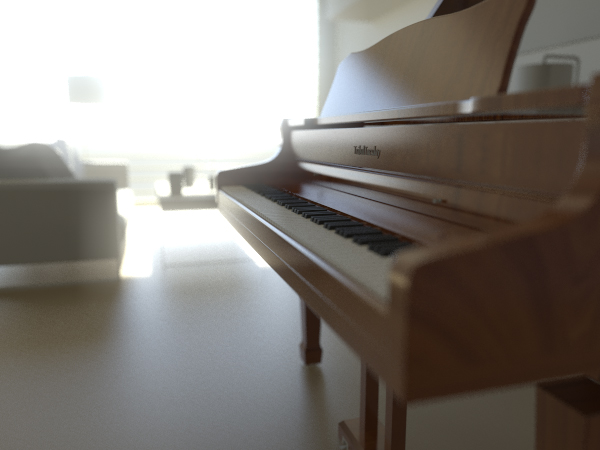
Globale Beleuchtung, Photon Mapping, Schärfentiefen-Effekt, Ambient Occlusion, glänzenden Reflexionen, weicher Schatten sowie Bloom-Effekt

Kaustiken und globale Beleuchtung

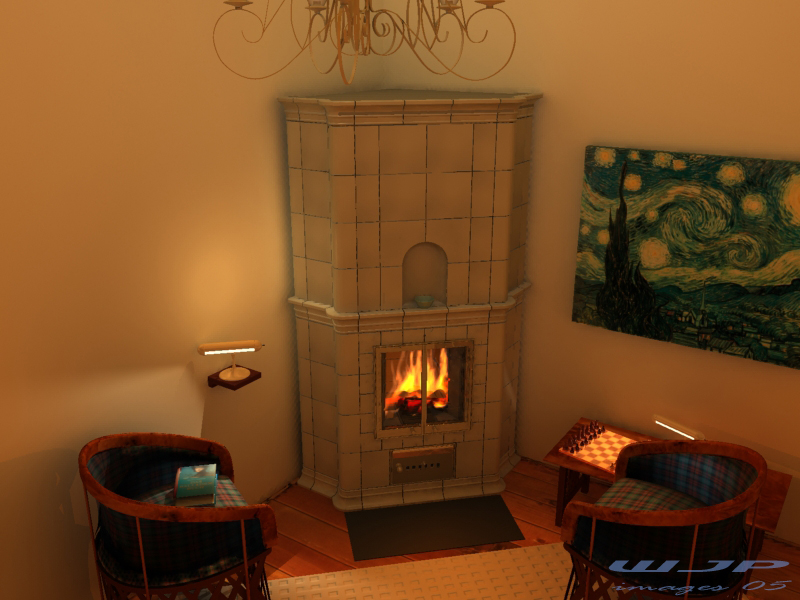
Globale Beleuchtung und Final Gather

Mental Ray (Eigenschreibweise: mental ray) ist ein Renderer, der von der Mental Images GmbH entwickelt und unter anderem von Autodesk und Dassault Systèmes beworben und verkauft wurde.
Das Unternehmen wurde 1986 in Berlin gegründet und wurde 2007 von Nvidia übernommen.
Der Renderer war unter anderem in den damals gängigen 3D-Paketen Maya, 3ds Max, Softimage, Houdini, CATIA und SolidWorks integriert. Naturalistisch-photorealistische, aber auch symbolisiert-unrealistische Szenen wie Comics konnten damit berechnet werden.
In der Filmindustrie war er neben RenderMan einer der am häufigsten verwendeten Renderer. Mental Ray unterstützte schon sehr früh Raytracing-basierte Technologien wie globale Beleuchtung (global illumination) und Final Gathering in Kombination mit Quasi-Monte-Carlo-Methoden zur Loesung der zugrundeliegenden Lichttransport-Simulationsgleichungen. In Filmen wie Star Wars: Episode III und der Herr-der-Ringe-Trilogie zeigte Mental Ray, wozu es in Zusammenarbeit mit anderen Programmen und Techniken fähig war (die Postproduktion ist hier sehr wichtig, d. h. der Farbangleich und vieles mehr, ohne die das Ergebnis nicht das Gleiche wäre).
Unterstützte Technologien waren unter anderem globale Beleuchtung, Kaustiken, Final Gathering, Raytracing sowie Tiefen- und Bewegungsunschärfe.